# Diraneura bivenosa
Diraneura bivenosa är en insektsart som först beskrevs av Scudder, S.H. 1869.  Diraneura bivenosa ingår i släktet Diraneura och familjen gräshoppor. Inga underarter finns listade i Catalogue of Life.